# Carlos Tejedor
Carlos Tejedor (Buenos Aires, 4 de noviembre de 1817-3 de enero de 1903) fue un jurisconsulto y político argentino, gobernador de la Provincia de Buenos Aires (1878-1880). Fue una de las más intransigentes figuras del centralismo porteño.

## Biografía

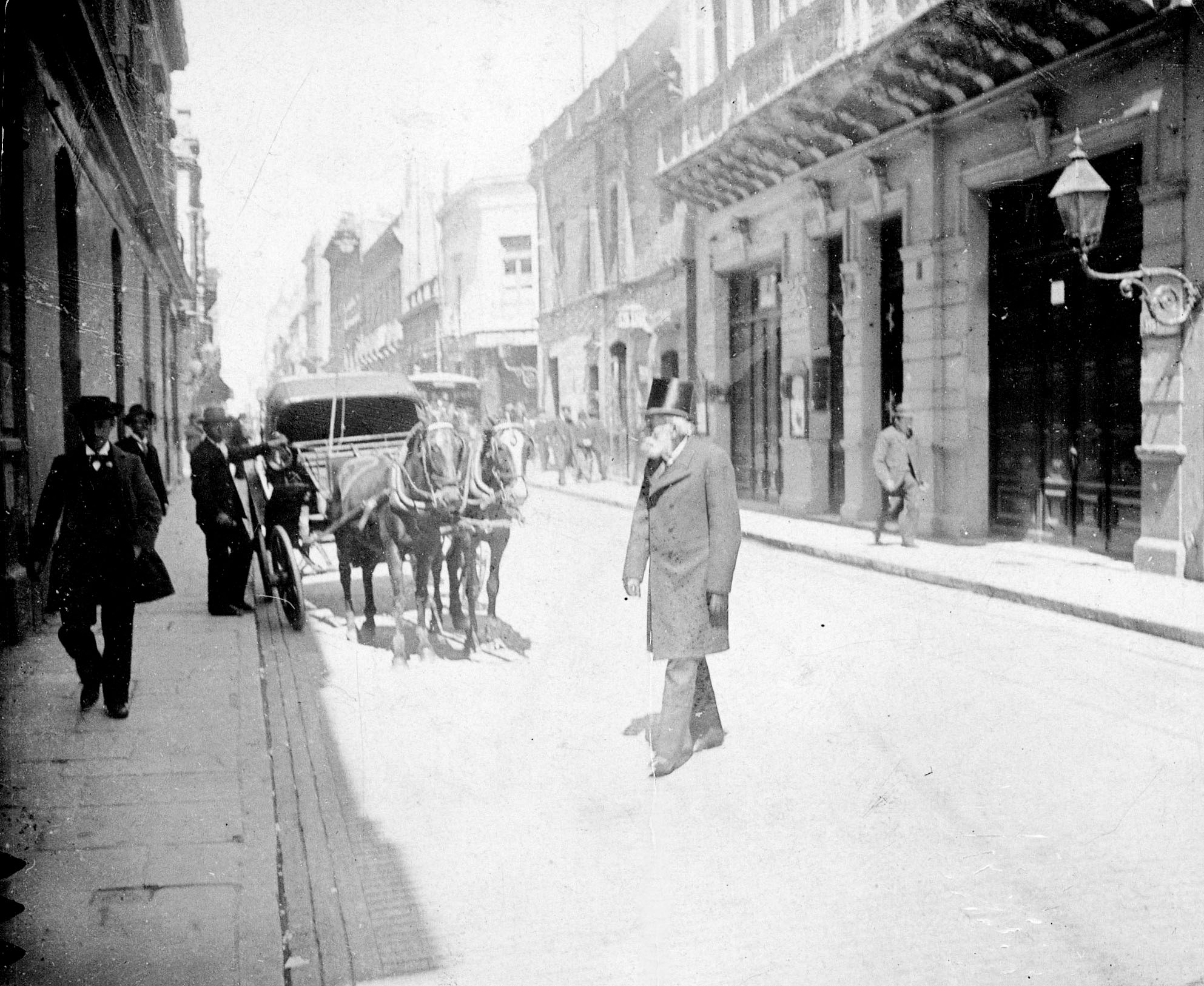
Carlos Tejedor paseándose por las calles de Buenos Aires en 1897.

Carlos Tejedor nació en Buenos Aires el 4 de noviembre de 1817, en el seno de la familia formada por su padre Antonio Tejedor, natural de Luján, y de su madre Antonia Carrero Revilla, natural de León en España. 
Tejedor se graduó de abogado en la Universidad de Buenos Aires en el año 1837. Desde muy joven, participó en política. El “Club de los cinco” fue el nombre del grupo de intelectuales que integró y que se opusieron a Rosas. También concurrió al Salón Literario e formó parte de la Asociación de Mayo. En 1839, participó en la conspiración conocida como los Libres del Sur que lideraba el coronel Ramón Maza, siendo uno de los conjurados para asesinar a Rosas. Dicho plan fue descubierto y no se llevó a cabo. Tejedor fue enviado a prisión, estuvo engrillado y mal alimentado. Gracias a los pedidos de su padre, se salvó de una muerte segura y se vio obligado a emigrar. En 1840, se enroló en el ejército comandado por el general don Juan Lavalle y participó en la batalla de Don Cristóbal, el 10 de abril de 1840. Dos meses más tarde tuvo que huir del país y comenzó un extenso viaje en velero que lo llevó a recorrer Montevideo, Brasil, y Chile, estableciéndose en el último. Ya en Chile participó en política dando su apoyo a la candidatura presidencial de Manuel Montt. También ejerció con éxito la profesión de abogado y el periodismo. Fue el autor de artículos periodísticos en los que criticó duramente al gobierno de Rosas. A raíz de alguno de sus comentarios, fue acusado de desacato y llevado a prisión, en donde permaneció durante un breve tiempo. Por ese motivo, decidió viajar a Ecuador. 
Luego de la batalla de Caseros y tras trece años de exilio, regresó a la Argentina en 1852. En Buenos Aires trabajó como redactor en el diario “El Nacional” y tuvo un importante desempeñó como director de la Biblioteca Nacional. Durante el período que estuvo al frente de dicho organismo, se ocupó de elevar el nivel cultural con la adquisición de mil volúmenes nuevos. En 1854 fue electo diputado provincial de Buenos Aires y participó del proyecto de confiscación de los bienes de Rosas. También fue convencional constituyente para la Constitución del Estado de Buenos Aires. En esos tiempos también ejerció como profesor de derecho en la Universidad de Buenos Aires. Junto con Adolfo y Valentín Alsina, José Mármol y Pastor Obligado, abogó por una separación radical entre Buenos Aires y el interior para defender los privilegios aduaneros y portuarios de la primera, oponiéndose al sistema federal preconizado por Justo José de Urquiza, de acuerdo a lo estipulado en el Acuerdo de San Nicolás. Formó parte de la Logia Juan-Juan, que promovía secretamente el asesinato de Urquiza.
Tras la derrota de los aislacionistas de Alsina en la batalla de Cepeda, fue enviado junto a Juan Bautista Peña como delegado ante las fuerzas de la Confederación, estacionadas en San José de Flores; su reunión con ellos llevó al Pacto de San José de Flores, en el que Buenos Aires aceptaba reincorporarse y jurar la Constitución del '53. Sin embargo, abogó por no entregar la Aduana del puerto de Buenos Aires a la Nación, lo que agudizaría las hostilidades entre las provincias y llevaría, en 1861, a la batalla de Pavón, en que Mitre impondría los intereses porteños al gobierno federal. En el ínterin fue canciller de la provincia portuaria, puesto desde el cual tuvo fuertes enfrentamientos con el ministro de Interior del presidente Santiago Derqui, Juan Gregorio Pujol, por causa de los tratados con España gestionados por Juan Bautista Alberdi por mandato del gobierno federal, que fomentaban el establecimiento de peninsulares en territorio argentino.
Durante el gobierno de Mitre fue elegido diputado nacional, cargo que ocupó entre 1866 y 1869. Siendo presidente Domingo Faustino Sarmiento ocupó el cargo de ministro de Relaciones Exteriores entre 1870 y 1874. Enunció la que se llamó “Doctrina Tejedor”, que protegía a los extranjeros que se habían incorporado a la vida de la Argentina y que establecía la igualdad ante la ley de éstos con quienes nacieron en esta tierra. Apoyó a Mitre en la revolución de 1874, pero ante la derrota de este ocupó la banca de diputado para la cual había sido elegido. En 1875 el presidente Nicolás Avellaneda lo designó procurador general de la Nación Argentina. Entre el 19 de junio de 1876 y el 7 de julio de 1877 se desempeñó como decano de la Facultad de Derecho de la Universidad de Buenos Aires.

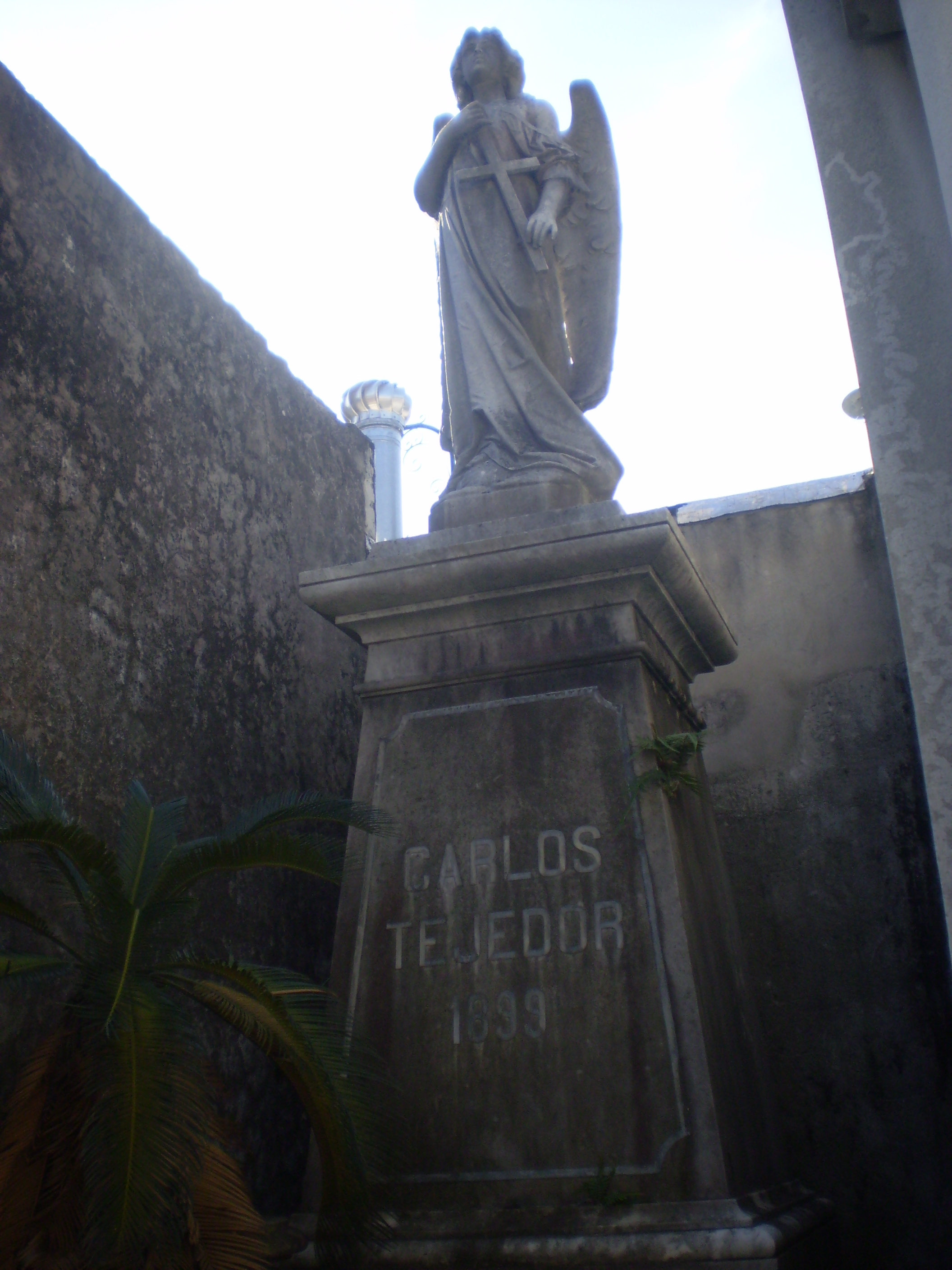
Su tumba en el cementerio de la Recoleta.

En 1878 sustituyó a Carlos Casares como gobernador de la Provincia de Buenos Aires en la fórmula que propiciaba la llamada "Conciliación de los Partidos", política que impulsaba el presidente Avellaneda y que acercaba a los autonomistas alsinistas y a los nacionalistas mitristas. Cuando, en 1880, las perspectivas de Mitre para alcanzar la presidencia se vieron nuevamente enturbiadas por el apoyo prestado por Avellaneda a Julio Argentino Roca, vencedor de los porteños en el '74, las armas parecieron nuevamente la solución. Tejedor hizo alusión en un discurso a la condición de "huésped suyo" del gobierno federal. Cuando Avellaneda anunció su propósito de convertir a la ciudad de Buenos Aires en capital de la nación, Tejedor se puso al frente de la corriente intransigente que se negaba a ello. Se presentó entonces como candidato a Presidente de la Nación en 1880, para oponerse a Roca. Además de contar con la Provincia de Buenos Aires; Tejedor confiaba en el apoyo que darían a su candidatura la Provincia de Corrientes y los partidos liberales del interior. Pero su visión general de las provincias era particularmente negativa:

Las provincias han venido más tarde que nosotros á la vida constitucional.
 
Oprimidas constantemente por caudillos, la vida libre no ha sido posible en ellas sino por ráfagas. 

Hoy mismo, sin focos grandes de ilustración, tratadas como frontera por los militares que el Gobierno Nacional distribuye á designio, la vida democrática, yace muerta en ellas, ó se manifiesta por sacudimientos desgraciados, que acaban por abatir á los mas fuertes.

Ante el triunfo de Julio A. Roca a la presidencia, Tejedor ordenó movilizaciones militares y la formación de milicias para adiestrar a los ciudadanos bonaerenses en el manejo de las armas. El Congreso sancionó una ley que prohibía a las provincias la movilización sin permiso expreso federal, pero Buenos Aires la desconoció, y cuando el gobierno federal ordenó la requisa de un barco cargado de armas destinadas a la milicia provincial, el coronel José Inocencio Arias impidió, por orden de Tejedor, la maniobra de las fuerzas nacionales. Ante la actitud beligerante, Avellaneda dispuso el retiro del gobierno federal de la ciudad de Buenos Aires y decretó la designación del pueblo de Belgrano, entonces fuera del ejido porteño, como sede transitoria de gobierno. El Senado, la Corte y parte de la Cámara de Diputados se trasladaron posteriormente allí. El ejército nacional al mando de Roca, estableció su caballería y su artillería en la zona de Chacarita, a la espera del desarrollo de los acontecimientos. Se produjeron algunos enfrentamientos entre tropas de infantería de ambos bandos. Hubo feroces combates en Puente Alsina, los Corrales y en Barracas. En este último caso, las tropas del gobierno no solo derrotaron a las de Tejedor, sino que pasaron a controlar el puerto del Riachuelo y el acceso sur de la ciudad, con lo que Buenos Aires quedó sitiada por completo. La opción que se presentaba entonces era la de soportar un sitio prolongado o presentar una batalla en campo abierto; pero la ciudad no contaba con fuerzas suficientes.
Por un acuerdo gestionado por Mitre, se dispuso el desarme de la milicia provincial y la renuncia de Tejedor, que renunció a la gobernación en favor del vicegobernador José María Moreno.
En 1894 fue elegido nuevamente diputado nacional por la Unión Cívica Radical, distinguiéndose como versado jurista y buen orador. Fue también redactor del Código Penal de la Nación Argentina y profesor de la Universidad de Buenos Aires. Publicó un libro al que llamó La defensa de Buenos Aires sobre los episodios de 1880.